# Elisabeth Rath
Elisabeth Rath (* 6. Juli 1948 in Linz) ist eine österreichische Schauspielerin.

## Leben
Sie erhielt ihre schauspielerische Ausbildung am Mozarteum in Salzburg. Von 1970 bis 1972 hatte sie ihr erstes Engagement am Deutschen Theater Göttingen, wo sie als Christine in Liebelei erschien. 1972 bis 1974 wirkte sie am Staatstheater Darmstadt, 1974 bis 1980 am Thalia Theater in Hamburg, dort besonders in Stücken Lessings, Schillers und Nestroys.
1980 ging sie an die Staatlichen Schauspielbühnen Berlin. Hier spielte sie in Dramen Schillers und Shakespeares sowie 1982 in Goethes Stella und 1984 Racines Phädra. 1985/86 war sie an der Volksbühne Berlin tätig, wo sie Frank Wedekinds Franziska verkörperte. 1986 bis 1988 war sie am Theater in der Josefstadt tätig, danach am Burgtheater.
Von 1988 bis 1993 gehörte sie zum Ensemble des Staatstheaters Hannover. Zu ihren Rollen hier gehörten unter anderem  Elisabeth in Maria Stuart sowie Ellida in Die Frau vom Meer. 1993 wechselte sie an das Bayerische Staatsschauspiel in München. Ihren größten Erfolg feierte sie hier 1996 als Maria Callas in Terrence McNallys Meisterklasse. 1998 wirkte sie bei der Uraufführung von Elfriede Jelineks Ein Sportstück am Burgtheater mit.
Am Wiener Volkstheater war sie 2000 in der deutschsprachigen Erstaufführung von Belbels Das Blut zu sehen. Bei den Salzburger Festspielen gab sie 1987 ein Gastspiel in Der Bauer als Millionär. Film- und Fernsehrollen übernahm sie nur selten, zum Beispiel in der Tatort-Episode Wenn Frauen Austern essen als Krimiautorin Roswitha Reimers. Sie lehrt an der Bayerischen Theaterakademie in München.

## Filmografie
- 1981: Der Poltergeist
- 1984: Der Bär
- 1984: Eine Klasse für sich (Serie)
- 1986: Bankgeheimnisse
- 1989: Heldenplatz
- 1989: Mission Eureka (Serie)
- 1989: Der siebente Kontinent
- 2003: Tatort – Wenn Frauen Austern essen
- 2003: Wenn Sie brennen, legen Sie auf!
- 2004: Onkel Wanja (Fernsehfilm)
- 2004: Jedermann
- 2005: Polizeiruf 110 – Der scharlachrote Engel
- 2006: Heute heiratet mein Mann
- 2006: Helen, Fred und Ted
- 2006: Das Schwert des Samurai (Serie SOKO 5113)
- 2007: Flug in den Tod (SOKO Kitzbühel)
- 2015: Am Ende des Sommers
- 2016: Die Nacht der 1000 Stunden
- 2023: Der Schatten (Fernsehserie)

## Auszeichnungen
- 1987: Kainz-Medaille
- 1997: Kurt-Meisel-Preis
- 2000: Karl-Skraup-Preis
- 2000: Nestroy-Theaterpreis-Nominierung als Beste Schauspielerin